# St. Andrä an der Traisen
St. Andrä an der Traisen ist eine Ortschaft und Katastralgemeinde in der Stadtgemeinde Herzogenburg in Niederösterreich. Die Ortschaft hat 622 Einwohner (Stand 1. Jänner 2024). Bis Ende 1970 war Sankt Andrä an der Traisen eine eigenständige Gemeinde.

## Geografie
Der Ort befindet sich nordöstlich von Herzogenburg am rechten Ufer der Traisen.

## Geschichte
Im Jahr 1822 wurde der Ort als Dorf mit einem Schloss und 40 Häusern genannt, das über eine Pfarre und eine Schule verfügte. Die Herrschaft St. Andrä besaß die Ortsobrigkeit, übte die Landgerichtsbarkeit aus, besorgte die Konskription und hatte die Grundherrschaft inne. Nach den Reformen 1848/1849 konstituierte sich St. Andrä im Jahr 1850 zur selbständigen Ortsgemeinde, der auch Angern, Einöd und Unterwinden angehörten.
Laut Adressbuch von Österreich waren im Jahr 1938 in der Ortsgemeinde St. Andrä ein Arzt, ein Bäcker, ein Brennstoffhändler, zwei Fleischer, ein Fuhrwerker, zwei Gastwirte, drei Gemischtwarenhändler, ein Glaser, ein Landesproduktehändler, eine Milchgenossenschaft, ein Schmied, ein Schneider und eine Schneiderin, zwei Schuster, zwei Tischler, ein Viktualienhändler und ein Landwirt mit Direktvertrieb ansässig.
Im Zuge der Niederösterreichischen Kommunalstrukturverbesserung wurden mit 1. Jänner 1971 die bis dahin selbständigen Gemeinden Gutenbrunn und Sankt Andrä an der Traisen nach Herzogenburg eingemeindet.

## Öffentliche Einrichtungen
In St. Andrä gibt es einen Kindergarten.

## Sehenswürdigkeiten
- Stift Sankt Andrä an der Traisen